# Madel
Die Madel ist ein knapp zehn Kilometer langer, orografisch  rechter Zufluss der Werra in Thüringen in Deutschland.

## Verlauf
Die Quellen der Madel befinden sich im Stadtgebiet von Eisenach, am Gramberg dicht nordwestlich des Stadtteiles Neukirchen. Zunächst fließt der Quellbach nach Westen ab in den Trößelsgrund. Hier befand sich die Siedlung Alt-Madelungen – heute eine Wüstung. Nach weiteren zwei Kilometern ist der Ortsrand des Eisenacher Stadtteiles  Madelungen erreicht, hier biegt der Fluss nach Südwesten ab, durchquert dann zwischen Madelungen und Krauthausen (Wartburgkreis) ein Feuchtgebiet, in dem von links der vom 364 m hohen Moseberg kommende Etzenbach mündet.
Die Madel wendet sich in der Ortslage Krauthausen nach Nordwesten und fließt nun bis Lengröden in einem engen Tal am Südwestrand des Lengröder Holzes, aus dem von rechts der Molkengraben mündet. In Lengröden kreuzt die Madel die Bundesstraße 7. Direkt anschließend wird der Rand des Creuzburger Werratals erreicht, die Madel fließt nun in einem teilweise begradigten und durch wasserbauliche Maßnahmen veränderten Flussbett nach Norden bis zur Mündung in die Werra.

## Name
Die Ortsgemeinde Madelungen ist entweder nach der dort vorbeifließenden Madel benannt oder der Flussname ist eine Rückbildung aus dem Ortsnamen.

## Wirtschaftshistorie
Mit dem Wasser der Madel wurden bereits im Mittelalter die drei Krauthäuser Mühlen versorgt.